# Myodocarpus
- Commons
- Wikispecies

Myodocarpus é um género botânico pertencente à família Myodocarpaceae.
1. ↑  «Myodocarpus — World Flora Online». www.worldfloraonline.org. Consultado em 19 de agosto de 2020